# Johann Bauschinger
Johann Bauschinger, född 11 juni 1834 i Nürnberg, död 25 november 1893 i München, var en tysk ingenjör; far till astronomen Julius Bauschinger.
Bauschinger, som var son till en obemedlad hantverkare och redan vid 14 års ålder var tvungen att själv undervisa för sitt uppehälle, studerade 1853-56 i München, först fysik under Georg Ohm och därefter astronomi under Johann von Lamont. Bauschinger verkade därefter som lärare vid olika tekniska skolor (i Augsburg, Fürth och München) intill 1868, då han anställdes som professor i teknisk mekanik och grafostatik vid den tekniska högskolan i München. Inom sitt egentliga fack gav han särskilt i sitt verk Elemente der graphischen Statik (1871, andra upplagan 1879) en lättillgänglig framställning av denna nya, av Karl Culmann 1866 grundlagda, vetenskap, varigenom de grafiska metodernas utbredning väsentligt underlättades.
Han fick dock långt större betydelse som banbrytare på materialprovningens och den vetenskapliga materialundersökningens område. År 1871 inrättade han en materialprovningsanstalt, för vilken han blev föreståndare. Denna anstalt blev till förebild för de flesta liknande anstalter annorstädes. Han utförde där en rad föredömliga undersökningar av de flesta viktigare byggnadsmaterial (betong, naturlig och konstgjord sten, trä, järn och stål), varmed han dels lade en solid grund för kunskapen om dessa materials egenskaper, dels också levererade betydande bidrag av mer allmän natur till kraft- och elasticitetsläran; sina försöksresultat (och en bearbetning av dem) publicerade han i en rad "Mittheilungen aus dem mechanisch-technischen Laboratorium d. k. technischen Hochschule in München" (häfte 1-23). Slutligen gav han (1884) stöd till det internationella samarbete, som efterhand kom till stånd på materialprovningens område.
Bauschinger var ledamot av Vetenskapsakademien Leopoldina och hedersledamot av Kungliga Vetenskaps- och Vitterhets-Samhället i Göteborg.